# Kangiqsualujjuaq
Kangiqsualujjuaq (del inuktitut: ᑲᖏᕐᓱᐊᓗᑦᔪᐊᖅ) pronunciación en inglés: /kænˌdʒɪksuˈæluːdʒuæk/ pronunciación en francés: /[kɑ̃dʒiksɥalydʒɥak]/) es una aldea inuit. Ubicada en la costa este de la bahía de Ungava cerca al nacimiento del río George en Nunavik, Quebec.

## Etimología
La comunidad también ha sido conocida como Fort Severight, Fort George River y Port du Nouveau-Québec. El nombre Kangiqsualujjuaq en inuktitut significa «la gran bahía».

## Economía
Las industrias en Kangiqsualujjuaq incluye la caza del caribú, la foca y el beluga, la pesca del salvelino y la artesanía esquimal.
El pueblo es también la terminal de las expediciones en canoa de la Fundación Chewonki del río George.

## Transporte
Aeropuerto de Kangiqsualujjuaq

## Galería

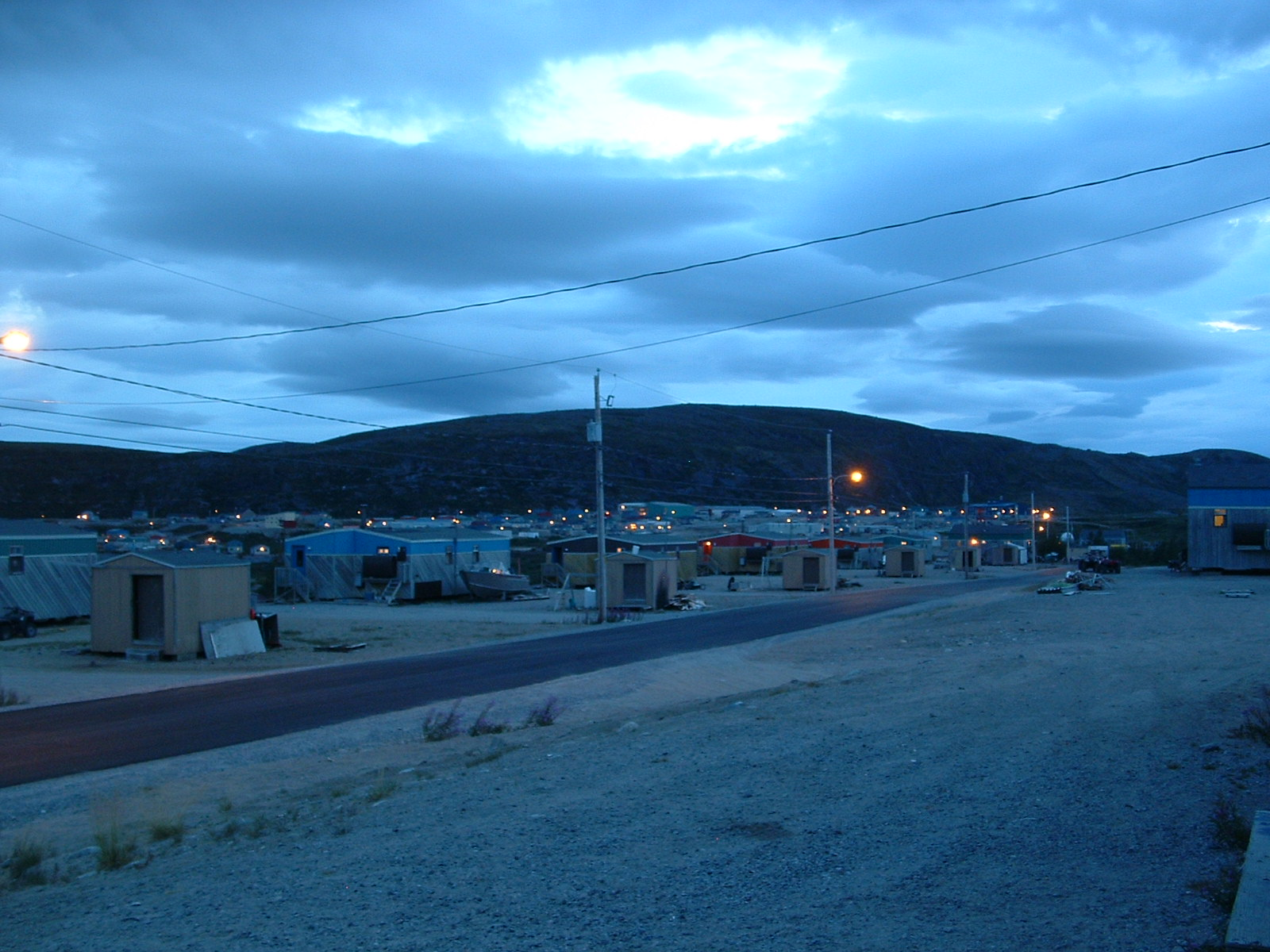
Atardecer en Kangiqsualujjuaq
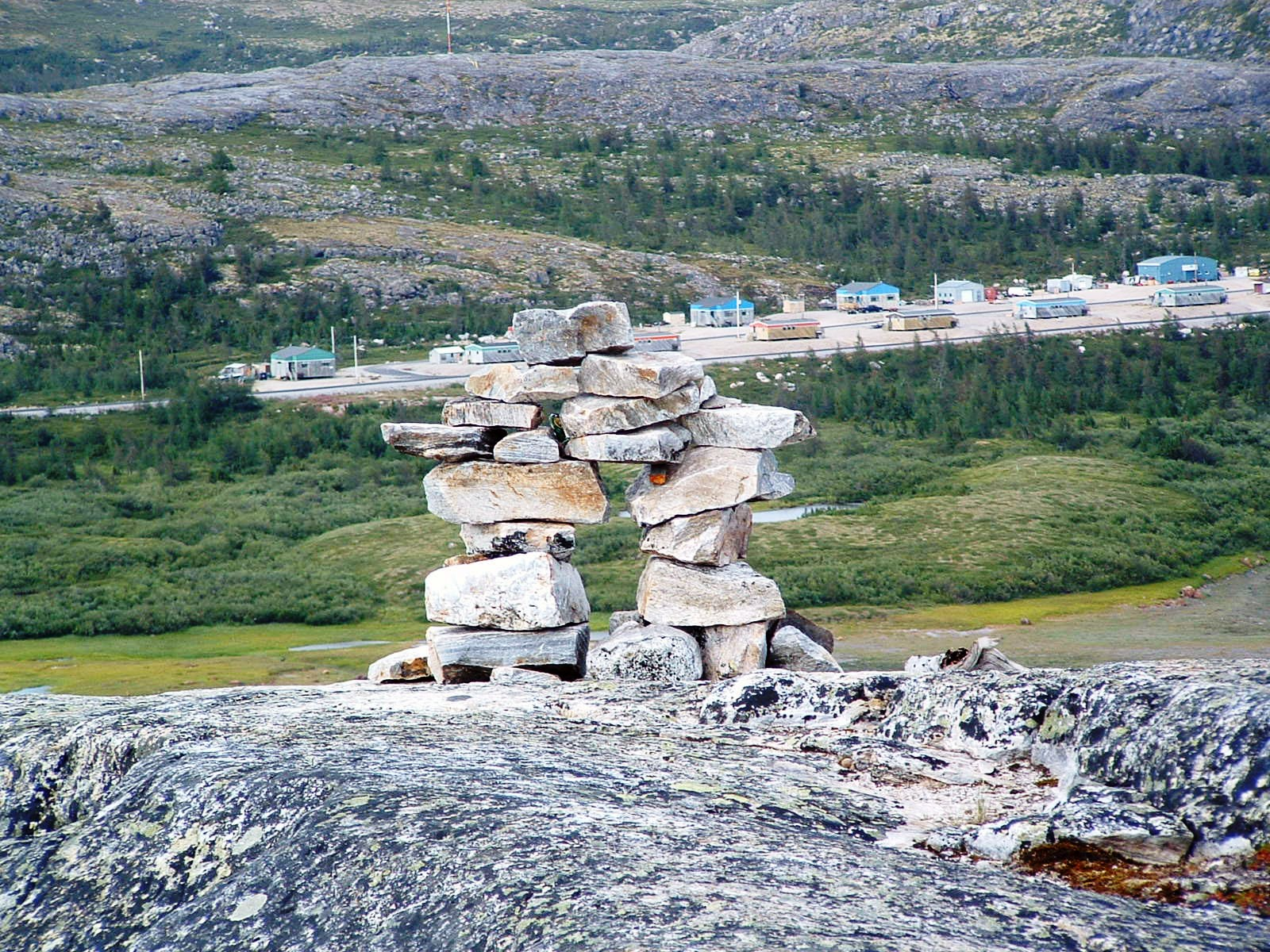
Inukshuk con vista a Kangiqsualujjuaq
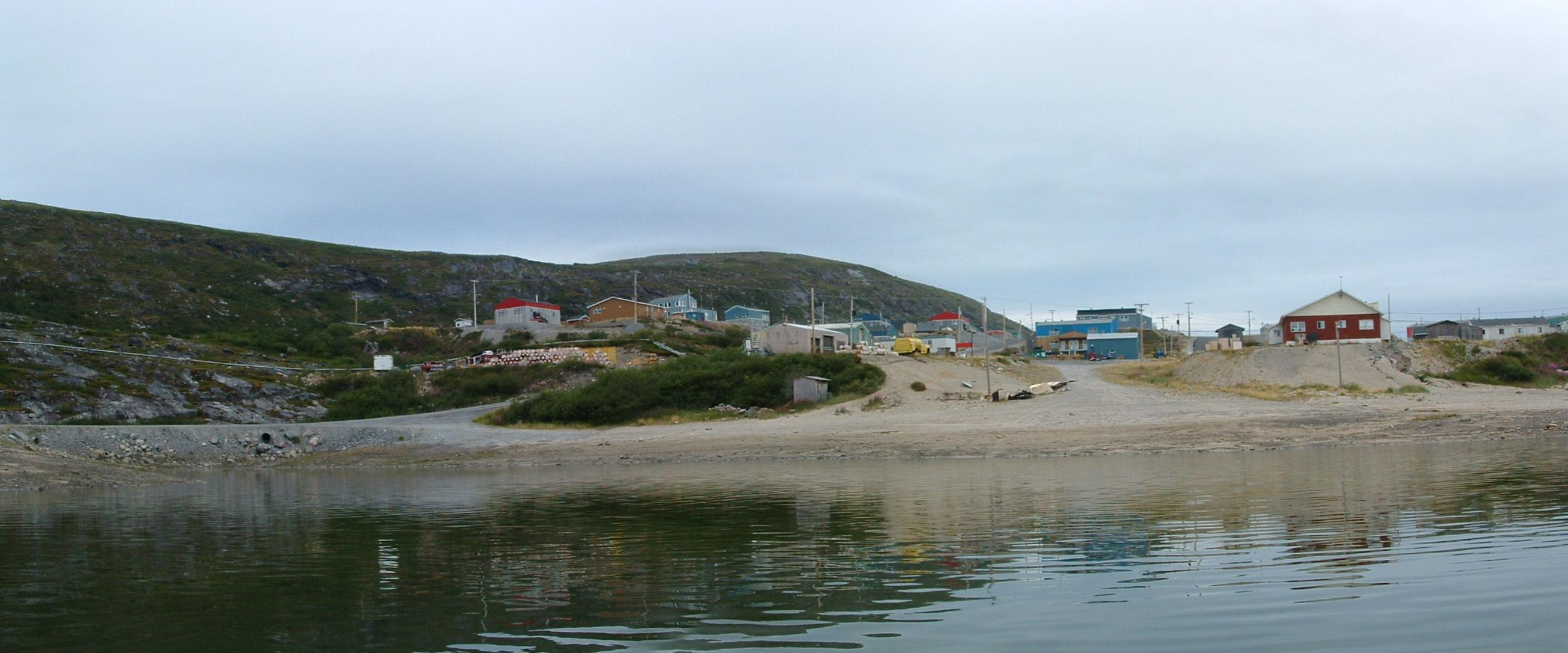
Kangiqsualujjuaq
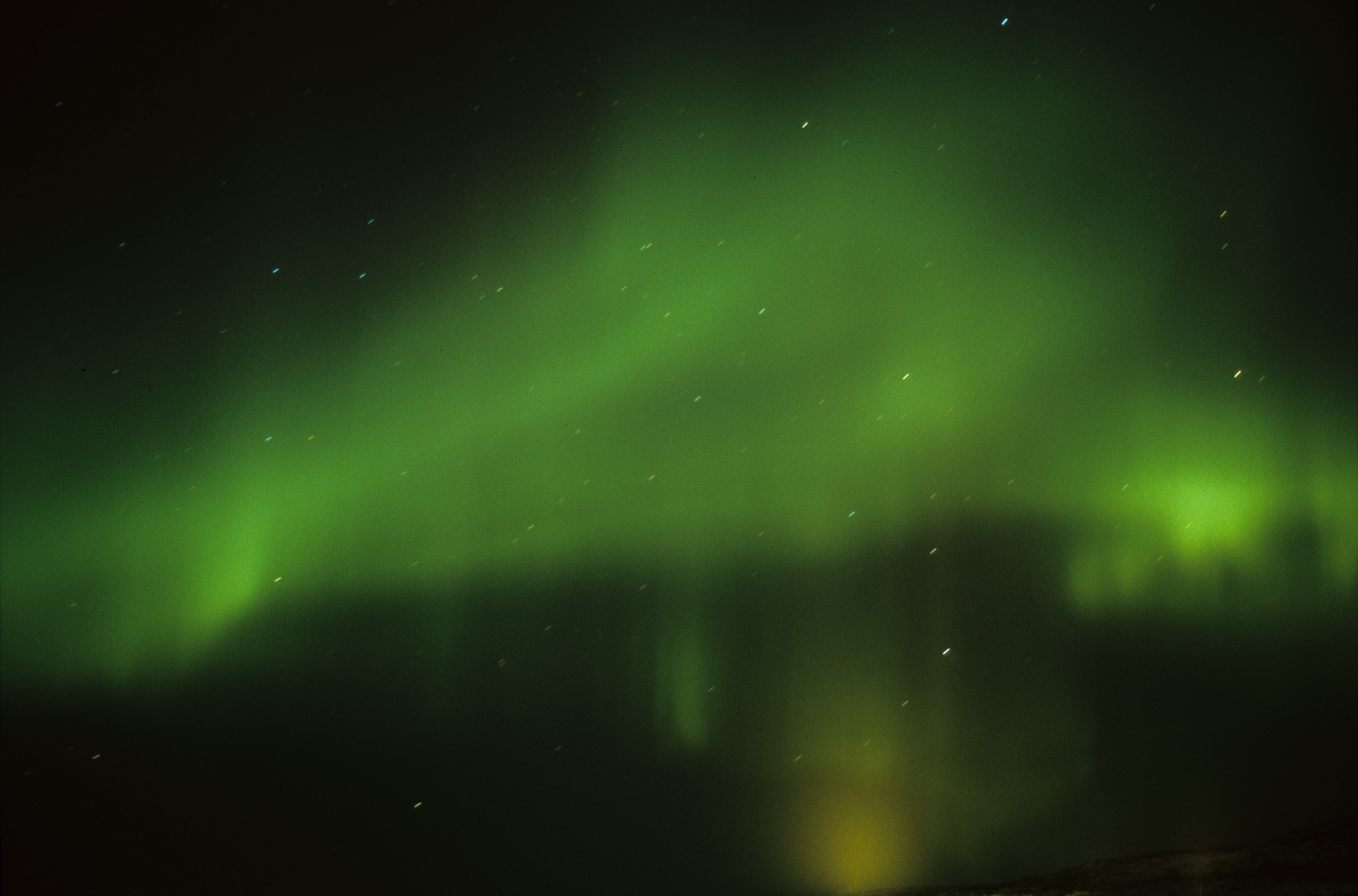